# Mauritius distrikt
Mauritius är indelat i nio distrikt och tre besittningar
| Nr | Distrikt           | Huvudstad          | Yta (km²) | Invånare (2005) | Karta                    |
| -- | ------------------ | ------------------ | --------- | --------------- | ------------------------ |
| 1  | Black River        | Bambous            | 259       | 68.794          | Districten van Mauritius |
| 2  | Flacq              | Centre de Flacq    | 298       | 134.999         | Districten van Mauritius |
| 3  | Grand Port         | Rose-Belle         | 260       | 112.323         | Districten van Mauritius |
| 4  | Moka               | Quartier Militaire | 231       | 79.130          | Districten van Mauritius |
| 5  | Pamplemousses      | Triolet            | 179       | 131.203         | Districten van Mauritius |
| 6  | Plaines Wilhems    | Rose-Hill/Curepipe | 203       | 375.133         | Districten van Mauritius |
| 7  | Port Louis         | Port Louis         | 43        | 130.410         | Districten van Mauritius |
| 8  | Rivière du Rempart | Mapou              | 148       | 105.187         | Districten van Mauritius |
| 9  | Savanne            | Souillac           | 245       | 69.167          | Districten van Mauritius |
|    | Besittning         | Huvudstad          | Yta (km²) | Invånare        |                          |
|    | Agalega            | Vingt Cinq         | 70        | ?               |                          |
|    | Cargados Carajos   | Raphael            | 1         | ?               |                          |
|    | Rodrigues          | Port Mathurin      | 104       | 35.779          |                          |